# Apeadeiro de Alcáçovas

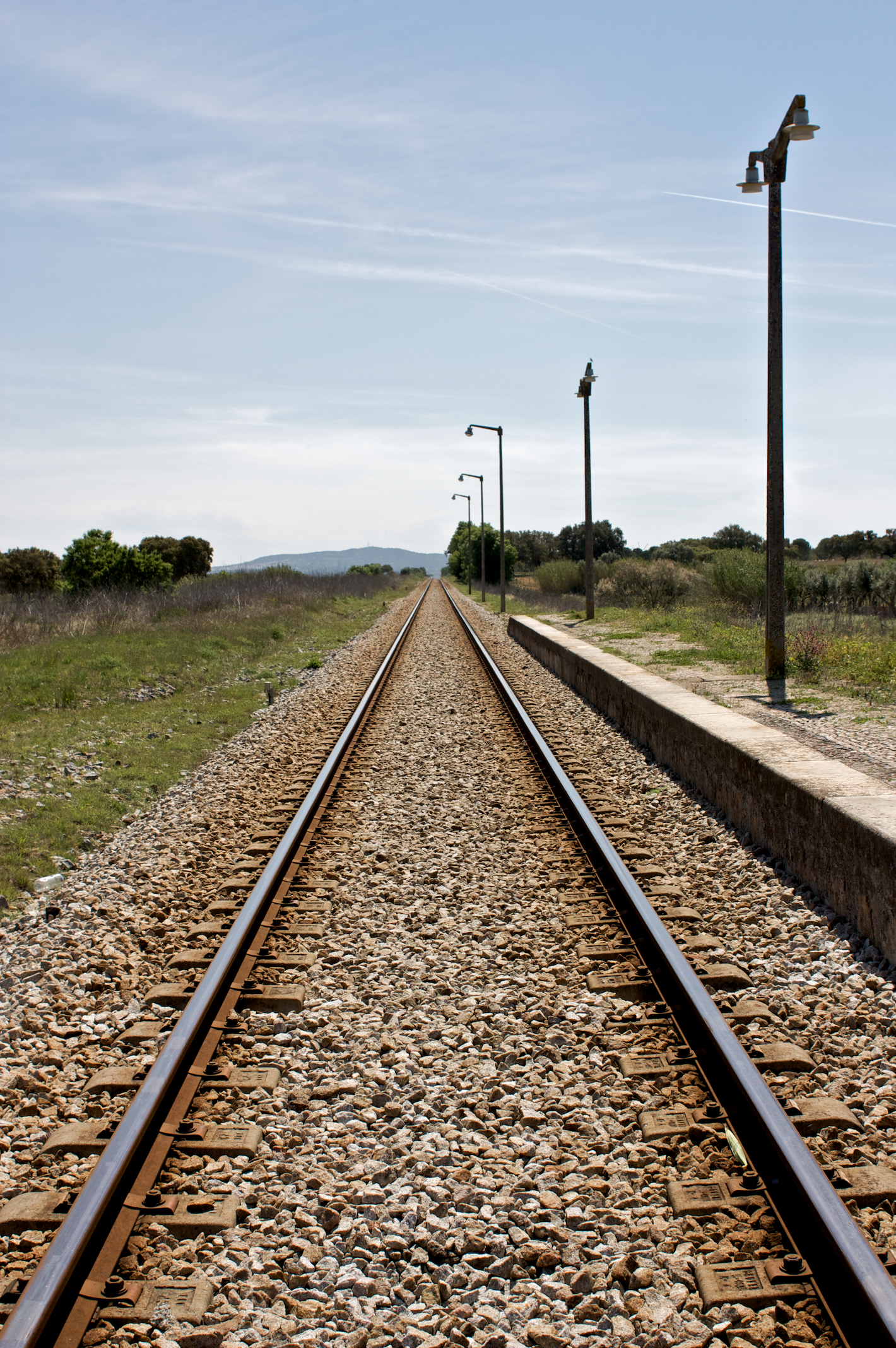
Aspeto da via no apeadeiro de Alcáçovas, em 2009.

O Apeadeiro de Alcáçovas (nome anteriormente grafado como "Alcaçovas" e assim tradicionalmente grafado pela C.P. posteriormente), é uma infraestrutura da Linha do Alentejo, que serve nominalmente a localidade de Alcáçovas, no concelho de Viana do Alentejo, em Portugal.

## Descrição

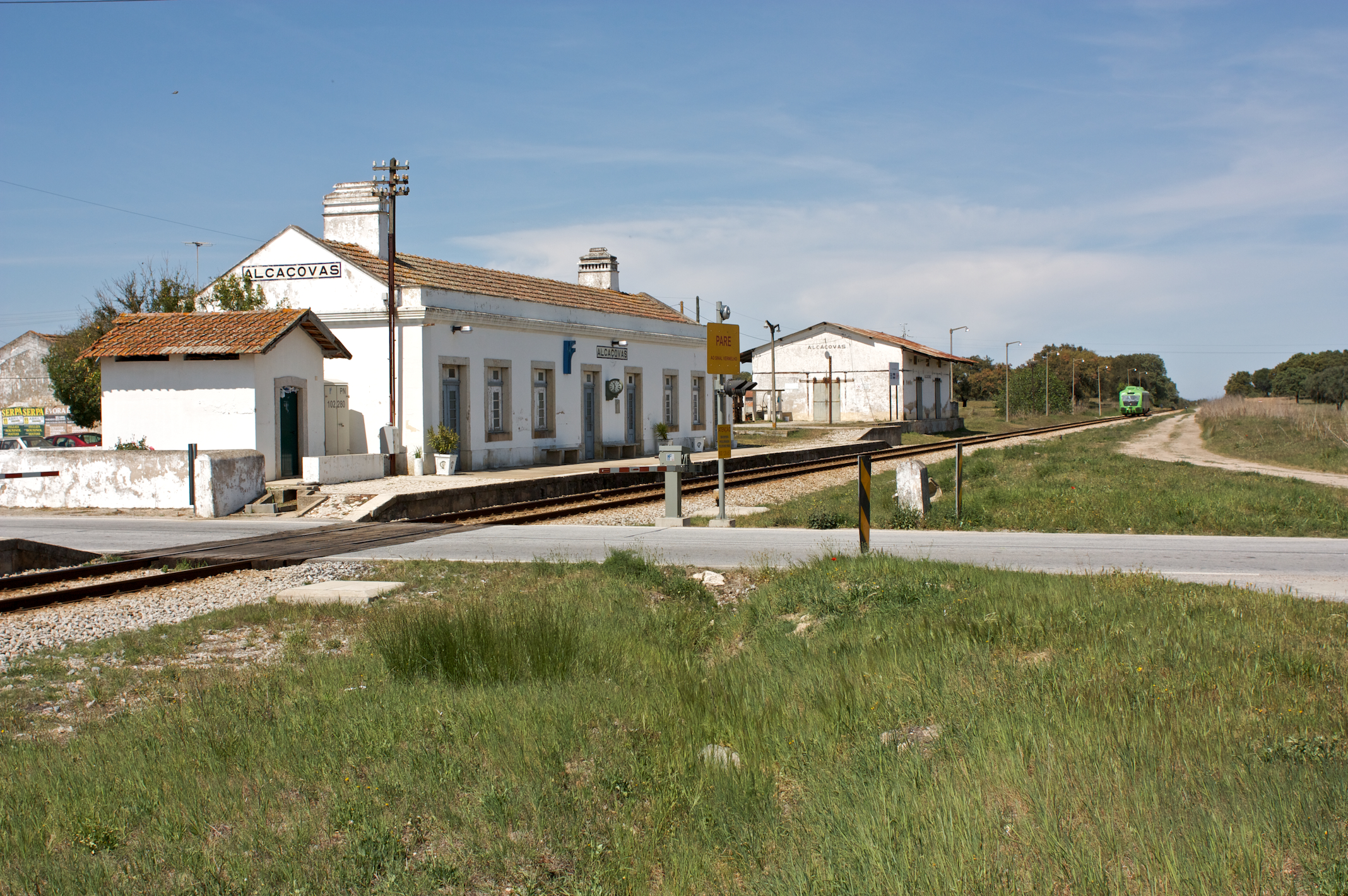
Aspeto geral do apeadeiro em 2009.

### Localização e acessos
Este interface encontra-se junto à fronteira entre os concelhos de Viana do Alentejo (freg. Alcáçovas) e Évora (freg. Tourega e Guadalupe), do lado deste último. O edifício de passageiros situa-se do lado poente da via, integrado no casario de Almargias da Figueira, junto ao entroncamento da EN380 na EN257; a povoação nominal situa-se a pouco mais de seis quilómetros, para oés-sudoeste.

### Infraestrutura
O edifício de passageiros, em desuso, situa-se do lado poente da via (lado direito do sentido ascendente, a Funcheira). Como apeadeiro numa linha de via única, esta interface tem uma só plataforma, que tem 80 m de comprimento e 40 cm de altura.

### Serviços
Esta estação é utilizada por serviços Intercidades da operadora Comboios de Portugal.

## História
Esta interface insere-se no lanço da Linha do Alentejo entre Vendas Novas e Beja, que abriu à exploração em 15 de Fevereiro de 1864.

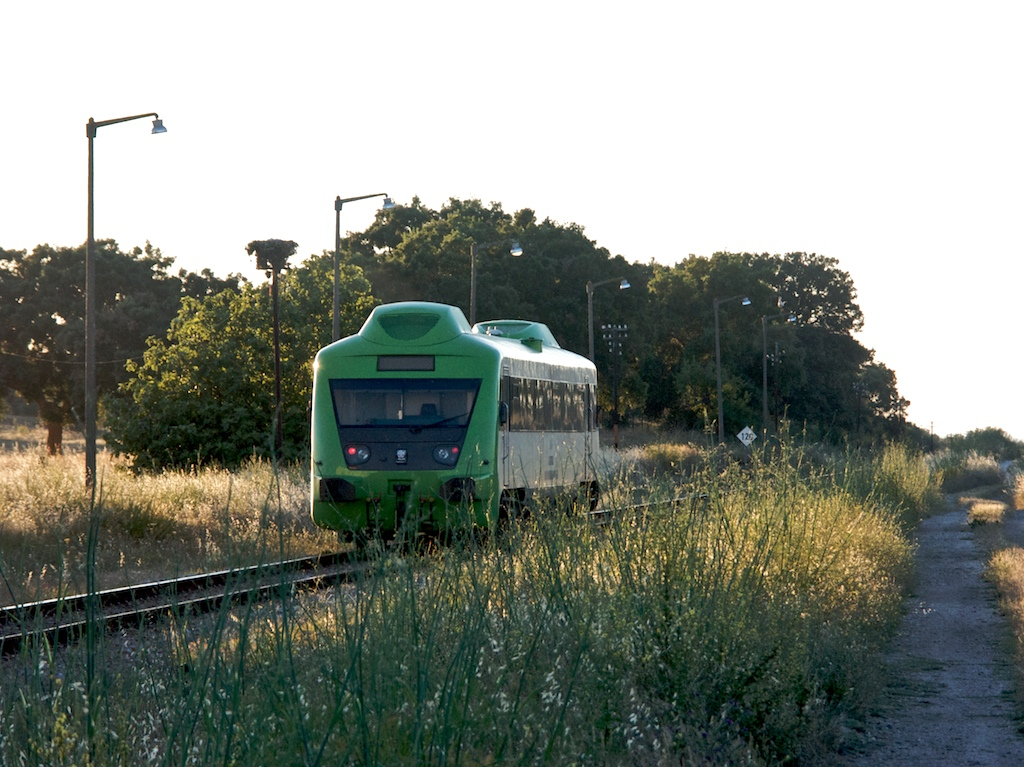
Serviço regional circulando no apeadeiro de Alcáçovas, em 2008.

Em 1913, a estação era servida por uma carreira de diligências até à povoação de Alcáçovas. Em 15 de Abril de 1919, o jornal A Capital noticiou que tinha ocorrido um choque de comboios em Alcáçovas, tendo um comboio de mercadorias parado na estação sido abalroado por um comboio que seguia para o Algarve. Este acidente não provocou vítimas pessoais, tendo ficado danificado apenas um vagão que descarrilou na sequência do embate.
Em 11 de Maio de 1927, as linhas dos Caminhos de Ferro do Estado passaram a ser exploradas pela Companhia dos Caminhos de Ferro Portugueses. Em 1934, foram autorizadas obras de modificação das rasantes das linhas neste apeadeiro. Em 1939, a Companhia dos Caminhos de Ferro Portugueses fez grandes obras de reparação no edifício desta estação. Em 1941, a operadora tinha um serviço de autocarros entre a vila do Torrão e a estação de Évora, com paragens na localidade e nesta interface, que nessa altura tinha a classificação de estação. Um edital publicado no Diário do Governo n.º 38, III Série, de 14 de Fevereiro de 1956, informou que a Companhia dos Caminhos de Ferro Portugueses tinha pedido autorização ao governo para reiniciar a carreira de autocarros do Torrão à Estação Ferroviária de Évora, mantendo igualmente as paragens na vila e na estação de Alcáçovas. Em 1988 este interface tinha ainda classificação de estação, tendo sido despromovido a apeadeiro mais tarde, antes de 2005.
Em 10 de Maio de 2010, foram suspensos os serviços entre Beja e Casa Branca, para se iniciarem as obras de remodelação da via férrea. No entanto, em 14 de Junho do mesmo ano, o serviço regional entre Beja e Alcáçovas foi retomado, sendo o percurso entre este apeadeiro e as localidades de Évora e Casa Branca asseguradas por transporte rodoviário. A circulação foi normalizada no dia 24 de Julho de 2011, tendo a operadora Comboios de Portugal organizado comboios que fazem serviços intercidades entre Casa Branca e Beja.

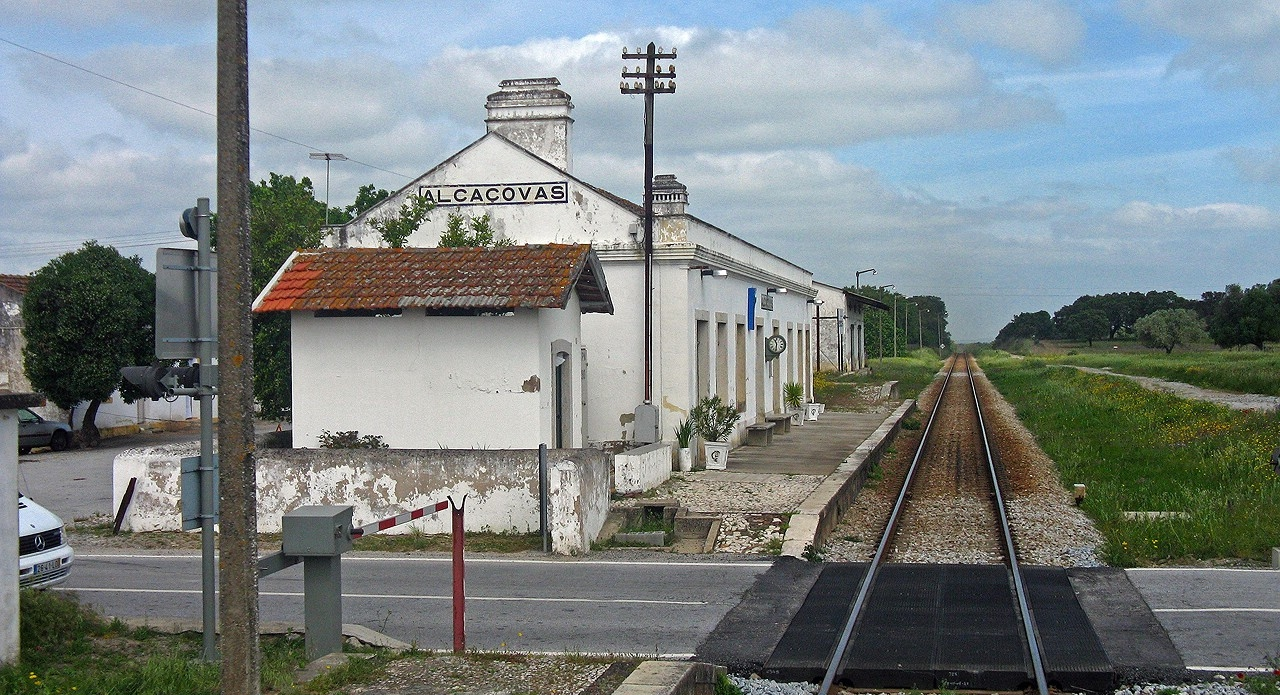
Edifícios a demolir, vistos da via, em 2010.

Em Junho de 2021, a empresa Infraestruturas de Portugal anunciou a intenção de demolir os edifícios de passageiros tanto neste apeadeiro como no de Alvito e substituí-los por abrigos em cimento, no âmbito do programa de modernização da Linha do Alentejo, alegando que os imóveis estavam «em adiantado estado de degradação» e por «não serem necessários para a exploração ferroviária, nem para instalações técnicas nem para o operador ferroviário», referindo-se à empresa Comboios de Portugal.

## Leitura recomendada
- ABRAGÃO, Frederico de Quadros (1956). Caminhos de ferro portugueses – esboço da sua história. Lisboa: Companhia dos Caminhos de Ferro Portugueses
- VILLAS-BOAS, Alfredo Vieira Peixoto de (2010) [1905]. Caminhos de Ferro Portuguezes. Lisboa e Valladollid: Livraria Clássica Editora e Editorial Maxtor. 583 páginas. ISBN 8497618556